# Джонс, Колин (кёрлингистка)
Ко́лин П. Джонс (англ. Colleen P. Jones; 16 декабря 1959, Галифакс, Новая Шотландия, Канада) — канадская кёрлингистка, деятель в области телевидения и радиовещания: репортёр, спортивный комментатор и аналитик, телеведущая.
В кёрлинге в основном играет на позиции четвёртого, практически всегда скип (капитан) команды. Двукратная чемпионка мира (2001, 2004), шестикратная чемпионка Канады, обладатель рекордов Канады в кёрлинге: выигрывала чемпионат страны 4 раза подряд (с 2001 по 2004), как скип в чемпионате страны выиграла 138 матчей, самый молодой скип, выигравший женский чемпионат Канады (в 22 года победила на чемпионате Канады 1982 в Эдмонтоне).
В 1989 году введена в Зал славы канадского кёрлинга; в 2015 в него были введены и другие её долговременные партнёрши по команде — Ким Келли, Мэри-Энн Арсено и Нэнси Делахант.
Работает в Канадской телерадиовещательной корпорации (CBC), в основном освещает крупные спортивные турниры по кёрлингу (чемпионаты Канады, мира, Олимпийские игры и т. п.) и другим видам спорта, представляет прогноз погоды и др.
Замужем. Муж Скотт — инженер. Двое сыновей — Зак (Zach) и Люк.

## Достижения
- Чемпионат мира по кёрлингу среди женщин: золото (2001, 2004), серебро (2003).
- Чемпионат Канады по кёрлингу среди женщин: золото (1982, 1999, 2001, 2002, 2003, 2004), серебро (1980, 1984), бронза (2006).
- Канадский олимпийский отбор по кёрлингу: бронза (2001).
- Чемпионат Канады по кёрлингу среди смешанных команд: золото (1993, 1999).
- Континентальный Кубок по кёрлингу (в составе команды Северной Америки): золото (2002, 2004), серебро (2003).
- Чемпионат мира по кёрлингу среди ветеранов: золото (2017).
- Чемпионат Канады по кёрлингу среди ветеранов: золото (2016), серебро (2015), бронза (2012).

## Команды
| Сезон                                          | Четвёртый               | Третий              | Второй           | Первый               | Запасной                  | Турниры                                   |
| ---------------------------------------------- | ----------------------- | ------------------- | ---------------- | -------------------- | ------------------------- | ----------------------------------------- |
| 1978—79                                        | Пенни Ларок             | Brenda Shutt        | Колин Джонс      | Charmaine Murray     |                           | ЧК 1979 (4—6-е место)                     |
| 1979—80                                        | Колин Джонс             | Sally Jane Saunders | Margaret Knickle | Барбара Джонс        |                           | ЧК 1980                                   |
| 1981—82                                        | Колин Джонс             | Кэй Смит            | Моника Джонс     | Барбара Джонс-Гордон |                           | ЧК 1982 · ЧМ 1982 (5-е место)             |
| 1983—84                                        | Колин Джонс             | Wendy Currie        | Моника Джонс     | Барбара Джонс-Гордон |                           | ЧК 1984                                   |
| 1985—86                                        | Колин Джонс             | Пенни Ларок         | Кэти Кодл        | Susan Robinson       | Барбара Джонс-Гордон      | ЧК 1986 (8-е место)                       |
| 1986—87                                        | Колин Джонс             | Кэй Смит            | Kim Dolan        | Кэти Кодл            |                           | КООК 1987 (4-е место)                     |
| 1988—89                                        | Колин Джонс             | Mary Mattatall      | Моника Мориарти  | Kelly Anderson       | Ким Эклс                  | ЧК 1989 (5-е место)                       |
| 1990—91                                        | Колин Джонс             | Mary Mattatall      | Ким Келли        | Nancy Reid           | Нэнси Делахант            | ЧК 1991 (7-е место)                       |
| 1991—92                                        | Колин Джонс             | Mary Mattatall      | Ким Келли        | Sue Green            | Tara Phillips             | ЧК 1992 (6-е место)                       |
| 1992—93                                        | Колин Джонс             | Хизер Рэнкин        | Кэй Цинк         | Мэри-Энн Арсено      | Helen Radford             | ЧК 1993 (6-е место)                       |
| 1993—94                                        | Колин Джонс             | Кэй Цинк            | Angie Romkey     | Ким Келли            | Моника Мориарти           | ЧК 1994 (7-е место)                       |
| 1995—96                                        | Колин Джонс             | Кэй Цинк            | Ким Келли        | Нэнси Делахант       | Моника Мориарти           | ЧК 1996 (8-е место)                       |
| 1996—97                                        | Колин Джонс             | Helen Radford       | Ким Келли        | Нэнси Делахант       | Mary Mattatall            | ЧК 1997 (11-е место)                      |
| 1998—99                                        | Колин Джонс             | Ким Келли           | Мэри-Энн Уэй     | Нэнси Делахант       | Лейни Питерс              | ЧК 1999 · ЧМ 1999 (5-е место)             |
| 1999—00                                        | Колин Джонс             | Ким Келли           | Мэри-Энн Уэй     | Нэнси Делахант       | Лейни Питерс              | ЧК 2000 (7-е место)                       |
| 2000—01                                        | Колин Джонс             | Ким Келли           | Мэри-Энн Арсено  | Нэнси Делахант       | Лейни Питерс              | ЧК 2001 · ЧМ 2001 ,                       |
| 2001—02                                        | Колин Джонс             | Ким Келли           | Мэри-Энн Арсено  | Нэнси Делахант       | Лейни Питерс (ЧК, ЧМ)     | КООК 2001 · ЧК 2002 · ЧМ 2002 (4-е место) |
| 2002—03                                        | Колин Джонс             | Ким Келли           | Мэри-Энн Арсено  | Нэнси Делахант       | Лейни Питерс (ЧК, ЧМ)     | КК 2003 (5 место) · ЧК 2003 · ЧМ 2003     |
| 2003—04                                        | Колин Джонс             | Ким Келли           | Мэри-Энн Арсено  | Нэнси Делахант       | Мэри Сью Рэдфорд (ЧК, ЧМ) | КК 2004 · ЧК 2004 · ЧМ 2004               |
| 2004—05                                        | Колин Джонс             | Ким Келли           | Мэри-Энн Арсено  | Нэнси Делахант       | Мэри Сью Рэдфорд          | ЧК 2005 (6-е место)                       |
| 2005—06                                        | Колин Джонс             | Ким Келли           | Мэри-Энн Арсено  | Нэнси Делахант       | Мэри Сью Рэдфорд          | КООК 2005 (8-е место) · ЧК 2006           |
| 2006—07                                        | Кэй Цинк                | Колин Джонс         | Mary Mattatall   | Моника Мориарти      |                           |                                           |
| 2006—07                                        | Колин Джонс (Келли Лоу) | Джорджина Уиткрофт  | Шеннон Алексик   | Darah Blandford      |                           |                                           |
| 2007—08                                        | Колин Джонс             | Джорджина Уиткрофт  | Kate Hamer       | Darah Blandford      |                           |                                           |
| 2010—11                                        | Колин Джонс             | Хизер Смит          | Блисс Комсток    | Тэри Лейк            |                           |                                           |
| 2010—11                                        | Колин Джонс             | Нэнси Делахант      | Marsha Sobey     | Sally Saunders       |                           | ЧКВ 2011 (5-е место)                      |
| 2011—12                                        | Колин Джонс             | Kristen MacDiarmid  | Helen Radford    | Мэри Сью Рэдфорд     |                           |                                           |
| 2011—12                                        | Колин Джонс             | Нэнси Делахант      | Marsha Sobey     | Sally Saunders       |                           | ЧКВ 2012                                  |
| 2012—13                                        | Мэри-Энн Арсено         | Колин Джонс         | Ким Келли        | Дженнифер Бакстер    | Нэнси Делахант            | ЧК 2013 (7-е место)                       |
| 2014—15                                        | Колин Джонс             | Ким Келли           | Мэри Сью Рэдфорд | Нэнси Делахант       |                           | ЧКВ 2015                                  |
| 2015—16                                        | Колин Джонс             | Ким Келли           | Мэри Сью Рэдфорд | Нэнси Делахант       |                           | ЧКВ 2016                                  |
| 2016—17                                        | Колин Джонс             | Ким Келли           | Мэри Сью Рэдфорд | Нэнси Делахант       | тренер: Helen Radford     | ЧМВ 2017                                  |
| Кёрлинг среди смешанных команд (mixed curling) |                         |                     |                  |                      |                           |                                           |
| 1992—93                                        | Scott Saunders          | Колин Джонс         | Tom Fetterly     | Helen Radford        |                           | ЧКСК 1993                                 |
| 1998—99                                        | Paul Flemming           | Колин Джонс         | Tom Fetterly     | Моника Мориарти      |                           | ЧКСК 1999                                 |
| 2019—20                                        | Peter Burgess           | Колин Джонс         | Luke Saunders    | Lindsey Burgess      |                           | ЧКСК 2020 (10 место)                      |
| 2023—24                                        | Paul Flemming           | Marlee Powers       | Luke Saunders    | Колин Джонс          |                           | ЧКСК 2023 (4 место)                       |

(скипы выделены полужирным шрифтом)

## Частная жизнь
Из семьи кёрлингистов: её сестра — чемпионка Канады Моника Мориарти (урожд. Моника Джонс), они долгое время вместе играли в одной команде, выступали на чемпионате мира 1982, через несколько лет играли против друг друга на чемпионате Канады 2005 (Колин Джонс как чемпионка прошлого года возглавляла «Команду Канады», Моника Мориарти играла в составе команды провинции Новая Шотландия). Вторая её сестра, Барбара Джонс-Гордон (урожд. Джонс) — тоже кёрлингистка, играла вместе с сёстрами в команде в начале 1980-х, в том числе и на чемпионатах Канады, и на чемпионате мира.